# Міністерство закордонних справ Болгарії
Міністерство закордонних справ Болгарії (болг. Министерство на външните работи, МВнР) — центральний орган виконавчої влади Болгарії, покликаний допомагати президенту Болгарії у формуванні та проведенні зовнішньої політики Болгарії у її відносинах з іншими державами та міжнародними організаціями. Це одне з перших 6 болгарських міністерств, заснованих 5 липня 1879 (за старим стилем). Міністр закордонних справ є членом Ради міністрів.

## Історія

### Створення
1878 року при Тимчасовій російській окупаційній адміністрації на чолі з князем Олександром Дондуковим-Корсаковим було створено Канцелярію загальних справ і дипломатичних відносин, яку після прийняття Тирновської конституції 5 липня 1879 р. (за старим стилем) перейменували на Управління закордонних справ, яке очолив російський дипломат Трохим Юзефович. Пізніше Указом № 23 на підставі ст. 161 цієї ж конституції засновано Міністерство закордонних справ і віросповідань як центральну державну установу для організації, керівництва та проведення зовнішньої політики Болгарії через дипломатичні представництва за кордоном (агентства, консульства, місії). Згідно з Указом, міністерство складалося з трьох відділів:
1. Відділ зносин із місцевими відомствами;
2. Відділ відносин з іноземними дипломатичними установами;
3. Відділ духовних справ.

### Структурні зміни
19 грудня 1907 ухвалено «Закон про устрій і службу», згідно з яким утворено такі структурні підрозділи: Кабінет міністра закордонних справ, політичний відділ, архів і бібліотека, консульський відділ, відділ віросповідань, болгарське телеграфне агентство та бухгалтерія. З деякими змінами, що відбулися 1918 року, Міністерство закордонних справ і віросповідань функціонувало з такою структурою до прийняття Конституції Народної Республіки Болгарії (4 грудня 1947 р.), на підставі якої попереднє міністерство було перетворено на Міністерство закордонних справ (МЗС), а посаду міністра було перейменовано (з назви вилучено частину «і віросповідань»). З моменту створення міністерства його структура базувалася на основних функціях організації, керівництва та проведення зовнішньої політики Болгарії.
13 вересня 2007 Народні збори Болгарії ухвалили «Закон про дипломатичну службу», який регулює засади, устрій та діяльність дипломатичної служби, а також правила підвищення кваліфікації дипломатичних працівників.

## Структура
Станом на 10 вересня 2015 року Міністерство має таку структуру:
- Спеціалізована адміністрація
  - Дирекція пресцентру
  - Дирекція державного протоколу
  - Дирекція зовнішньополітичного планування, інформації та координації
  - Дирекція ситуаційного центру
  - Дирекція консульських відносин
  - Правова дирекція
  - Дирекція міжнародного права та права ЄС
  - Дирекція зовнішніх економічних зв'язків
  - Дирекція політичних інститутів Європейського Союзу
  - Дирекція двостороннього європейського співробітництва
  - Дирекція Південно-Східної Європи
  - Дирекція СЗіБП Європейського Союзу
  - Дирекція НАТО та регіональної безпеки
  - Дирекція Східної Європи та Центральної Азії
  - Дирекція Америки
  - Дирекція Близького Сходу та Африки
  - Дирекція Азії, Австралії та Океанії
  - Дирекція ООН і співробітництва заради розвитку
  - Дирекція з прав людини
- Загальна адміністрація
  - Дирекція людських ресурсів
  - Бюджетно-фінансова дирекція
  - Дирекція управління майном і материально-техничного забезпечення
  - Дирекція адміністративно-інформаційного обслуговування
  - Дирекція з безпеки